# Kotlariwka (obwód doniecki)
Kotlariwka (ukr. Котлярівка) – wieś na Ukrainie, w obwodzie donieckim, w rejonie pokrowskim, w hromadzie Pokrowsk. W 2021 liczyła 30 mieszkańców.